# CuentAutismo
CuentAutismo. Antología de cuentos infantiles sobre trastornos del espectro autista es el título de un libro concebido para sensibilizar a la infancia sobre el papel en la sociedad de las personas con autismo.
El compilador y coordinador de la antología es el periodista y escritor Rubén Serrano Calvo.
Conforman el volumen un total de 19 cuentos, creados por prosistas españoles e hispanoamericanos contemporáneos, algunos tan destacados como el asturiano Vicente García Oliva, miembro de número de la Academia de la Lengua Asturiana y autor de diversas novelas;  Magnus Dagon (seudónimo de Miguel Ángel López Muñoz), ganador, entre otros, del premio UPC, el más importante galardón de ciencia ficción en España; la escritora de novela romántica Megan Maxwell; el escritor mexicano Obed González Moreno, especializado en cuentos pedagógicos para niños; la colombiana María Victoria Albornoz, profesora de Literatura latinoamericana en Saint Louis University; o la escritora panameña Melanie Taylor Herrera, entre otros.

El libro, que ha sido ilustrado por la artista Ana González, intenta ser un instrumento pedagógico que sirva para hacer entender el autismo a los niños.
La antología cuenta con el respaldo de la Federación Autismo Madrid y a la Confederación Autismo España.

## Cuentos
Los cuentos que componen este volumen son:
- Entre violines y amapolas, de Dorina Clark
- Mario, de Lydia Alfaro
- Páginas del diario de Simón, de Vicente García Oliva
- Teresa y su Gran Dilema, de Ana González
- Diferentes e iguales, de María Sagrario Saelices Almendros
- El niño que observaba la luna, de Roque Pérez Prados
- Gabriel, sus ideas y nuestra ropa, de Loli González
- El mundo al revés, de José Carlos Atienza
- Las manecillas del reloj, de Obed González Moreno
- Mi sueño y el de Adrián, de Megan Maxwell
- La niña que soñaba con mariposas, de Lydia Syquier
- Rosa rara, de Pedro Escudero Zumel
- Telma y las arañas, de Angélica Santa Olaya
- El héroe de Laurita, de María Delgado
- El canto del niño pájaro, de María Victoria Albornoz
- El despertar, de Sergi Llauger
- Ayudando a Pepe a encontrar palabras, de Melanie Taylor Herrera
- El Explorador, de Magnus Dagon
- El pequeño profesor y el dragón del caos, de Rubén Serrano